# 卡斯特罗皮尼亚诺
卡斯特罗皮尼亚诺（義大利語：Castropignano），是意大利坎波巴索省的一个市镇。总面积27平方公里，人口1055人，人口密度39.1人/平方公里（2009年）。ISTAT代码为070016。